# Antanetibe
Antanetibe est une ville et une commune urbaine située dans la Province de Tananarive, au centre de Madagascar.